# Klaus Tafelmeier
Klaus Tafelmeier (República Federal Alemana, 12 de abril de 1958) es un atleta alemán retirado especializado en la prueba de lanzamiento de jabalina, en la que ha conseguido ser campeón europeo en 1986.

## Carrera deportiva
En el Campeonato Europeo Júnior de 1977 celebrado en la ciudad ucraniana de Donetsk ganó el oro en lanzamiento de jabalina.
En el Campeonato Europeo de Atletismo de 1986 ganó la medalla de oro en el lanzamiento de jabalina, llegando hasta los 84.76 metros, superando a su compatriota Detlef Michel (plata con 81.90 m) y al soviético Viktor Yevsyukov (bronce con 81.80 m).